# 弗羅斯特 (明尼蘇達州)
弗羅斯特（英語：Frost）是一個位於美國明尼蘇達州法里博縣的城市。

## 歷史
弗羅斯特的郵局於1899年營運至今。此地得名自建築師查爾斯·薩姆納·弗羅斯特（Charles Sumner Frost）。

## 人口
根據2020年美國人口普查的數據，弗羅斯特的面積為1.14平方千米，當中陸地面積為1.14平方千米，而水域面積為0.00平方千米。當地共有人口216人，而人口密度為每平方千米189人。